# Veinotonique
Un veinotonique ou phlébotrope ou phlébotonique, est un médicament utilisé en cas d'insuffisance veineuse chronique. Ses propriétés attendues sont la facilitation du retour veineux afin de lutter contre les œdèmes et autres symptômes de l'IVC et l'augmentation du tonus des parois veineuses dans le but de limiter les distensions de ces dernières, à l'origine de varices, en particulier au niveau des jambes.

## Composition
La plupart des veinotoniques sont d'origine végétale.

## Actions et efficacité
Les études disponibles montrent que les veinotoniques ont une action de renforcement du tonus de la paroi de la veine et une action anti-inflammatoire qui semble être celle qui entraîne le plus d'effets bénéfiques. Pour autant aucune étude ne prouve formellement leur efficacité sur les varices. 
Selon une méta-revue Cochrane, des études de qualité modérée, portant sur 1245 patients, suggèrent que des phlébotoniques par voie orale réduisent les œdèmes par rapport à un placebo, et qu'ils auraient des effets bénéfiques sur les autres troubles trophiques, les crampes, l’agitation des jambes et les picotements. Aucun effet par voie topique n'a pu être relevé, et les effets sur la prévention des phlébites semble nul. 
Une autre méta-revue de Cochrane séparée portant sur les extraits de marron d'Inde (escine) fait état d'une nette diminution des douleurs dans les jambes par rapport au placebo, et indique que des résultats similaires ont été mentionnés pour l'œdème, le volume des jambes, leur circonférence et le prurit. Une des études comparant ses effets avec le pycnogénol a montré des effets moindres pour l'oedème, le reste des résultats étant comparables.  Les études comparant les effets de l'escine  aux rutosides et aux bas de contention ont abouti à des résultats comparables aussi bien pour les douleurs, œdèmes, qu'autres symptomes.

## Situation en France

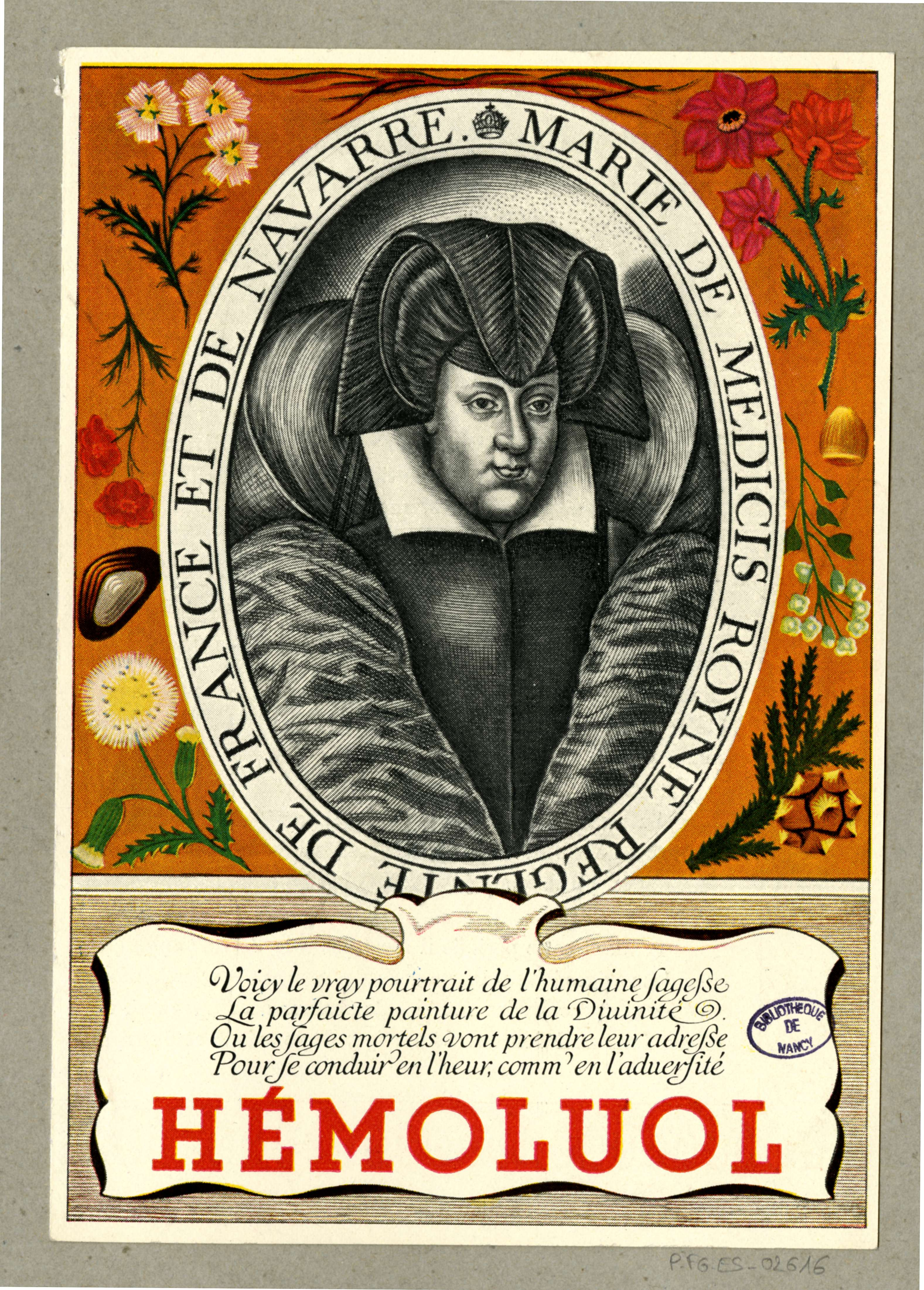
publicité de la première moitié du XXe siècle

Selon une étude de l'ANSM, la France était à la fin des années 1990 le pays concentrant le plus fort chiffre d'affaires au monde pour les veinotoniques, soit 70 % du total, et représentait un coût de 1,6 milliard de francs pour les régimes d’assurance maladie. L'agence du médicament relevait dans cette étude que les effets de ces médicaments n'étaient que symptomatiques, et que leur prescription et consommation dépassait très largement celle des dispositifs de contention veineuse, jugés plus efficaces.  À la suite d'une évaluation de l'ensemble des médicaments remboursés par la sécurité sociale, les veinotoniques, largement utilisés en France, ont été classés en 2001 dans le groupe de médicaments rendant un service médical insuffisant, et leur taux de remboursement est passé de 35 à 15 %, avant leur total déremboursement en 2008. 
La publicité relative aux veinotoniques fait l'objet, en France, d'un encadrement par l'Agence nationale de sécurité du médicament et des produits de santé (ANSM) interdisant notamment toute allégation d'effet amincissant ou anti-cellulitique  ; et demandant à rappeler que les traitements veinotoniques ne sont que des traitements symptomatiques qui ne doivent être utilisés qu'en complément des mesures d’hygiène de vie limitant l'insuffisance veineuse et des moyens physiques de contention.